# فرستنده جرقه شکاف
{{مشکلات متعدد|
فرستنده جرقه-شکاف، فرستنده‌ای رادیویی و بسیار قدیمی است که امواج رادیویی را توسط جرقه الکتریکی شکاف  تولید می‌کرد. این یک نوع فرستنده رادیویی منسوخ شده می باشد که امواج رادیویی را با یک جرقه الکتریکی  تولید می کرد.
فرستنده های جرقه شکاف اولین نوع فرستنده رادیویی (بی سیم) بودند و نوع اصلی مورد استفاده در طی عصر تلگراف بی سیم یا عصر جرقه در سه دهه نخستین اختراع رادیو، از سال ۱۸۸۷ تا پایان جنگ جهانی اول.
```
منظور از شکاف یک فاصله هوایی میان دو 
الکترود
 
هادی
 می باشد. هنگامی که ولتاژ الکتریکی در این فاصله هوایی به قدر کافی افزایش داده می شد، هوای میان الکترودها 
یونیزه
 می شد و تخلیه الکتریکی به صورت 
جرقه الکتریکی
 در این فاصله هوایی یا شکاف ایجاد می گردید. به همین دلیل شاید بتوانیم به جای جرقه شکاف، عبارت شکاف جرقه ای را هم به کار ببریم. این 
جرقه الکتریکی
 به نوبه خود باعث تشکیل 
امواج الکترومغناطیس
 یا رادیویی می گردید. 
```

فیزیک‌دان آلمانی هاینریش هرتز در سال ۱۸۸۷ نخستین فرستنده جرقه شکاف را ساخته و توسط آن وجود امواج رادیویی را ثابت نموده و ویژگی‌های آنها را تحت مطالعه قرار داده است.
یک محدودیت اساسی فرستنده های شکاف جرقه ای این بود که آنها تنها یک رشته پالس های گذرای کوتاه از امواج رادیویی به نام امواج میرا تولید می کردند و قادر به تولید امواج پیوسته مورد نیاز برای انتقال اطلاعات صوتی (صدا) که در پخش رادیویی نوین AM یا FM به کار برده می شود، نبودند. بنابراین فرستنده های جرقه شکاف نمی توانستند صدا را ارسال نمایند و در عوض اطلاعات را توسط تلگراف بی سیم ارسال می کردند.
کاربر این فرستنده را با یک کلید تلگراف روشن و خاموش می کرد و پالس هایی از امواج رادیویی ایجاد می کرد تا پیام های متنی را در قالب کد مورس بیان کند.
نخستین فرستنده و گیرنده های شکاف جرقه واقعی برای ارتباطات تلگراف بی سیم توسط گولیلمو مارکونی در حدود سال ۱۸۹۶ ساخته شد. یکی از نخستین کاربردهای فرستنده‌های شکاف جرقه در کشتی‌ها جهت برقراری ارتباط با ساحل و پخش یک علامت درخواست کمک در صورتی که کشتی در شرایط غرق شدن قرار می گرفت، بوده است.این فرستنده ها نقش مهمی در عملیات امداد و نجات دریایی مانند فاجعه غرق شدن کشتی تایتانیک آرام‌اس تایتانیک در سال ۱۹۱۲ داشتند. (پیام درخواست کمک تایتانیک به وسیله این نوع فرستنده ارسال و توسط یکی از کشتی های اطراف آن دریافت می شود.)
پس از جنگ جهانی اول، فرستنده‌های لامپی (فرستنده هایی که بالامپ خلاءکار می کردند.) ساخته شدند که ارزان قیمت تر بوده و امواج رادیویی را به صورت پیوسته تولید می‌کردند و برد آنها بیشتر بود و تداخل رادیویی (تداخل الکترومغناطیسی) کمتری هم ایجاد می‌کردند و همچنین می‌توانستند حامل صدا باشند و تا سال ۱۹۲۰ میلادی باعث منسوخ شدن فرستنده‌های جرقه شدند.
سیگنال های رادیویی تولید شده توسط فرستنده های شکاف جرقه از نظر الکتریکی "نویزدار" (نویز) هستند. بنابراین پهنای باند گسترده ای را اشغال نموده که منجر به تداخل فرکانس رادیویی (RFI)(تداخل الکترومغناطیسی) می شود که می تواند ارسال های رادیویی سایر فرستنده ها را مختل کند. این نوع انتشار رادیویی از سال ۱۹۳۴ توسط قوانین بین المللی ممنوع شده است. 

## تئوری عملکرد
امواج الکترومغناطیسی هنگامی که بارهای الکتریکی شتاب می گیرند، توسط آنها تابش می شوند. 
امواج رادیویی یا امواج الکترومغناطیسی که دارای فرکانس رادیویی هستند، می‌توانند توسط جریان‌های الکتریکی متغیر با زمان (جریان AC یا متناوب)جریان متناوب تولید شوند که متشکل از الکترون هایی می باشند که از طریق یک رسانا جریان داشته و ناگهان سرعت شان را تغییر داده و در نتیجه شتاب می‌گیرند. 
یک ظرفیت خازنی یا در عمل یک  خازن که دارای بار الکتریکی بوده و  تخلیه بار آن از طریق یک جرقه الکتریکی از خلال یک شکاف جرقه یا اسپارک گپ بین دو الکترود رسانا رخ می دهد، نخستین وسیله شناخته شده‌ای بوده که می‌توانسته امواج رادیویی تولید کند.
در واقع این جرقه نیست که به خودی خود امواج رادیویی تولید می کند، بلکه جرقه تنها به عنوان یک کلید با سرعت  قطع و وصل بالا عمل می کند تا جریان های الکتریکی نوسانی روی فرکانس رادیویی تشدید شونده را در هادی های مدار متصل به آن تحریک کند. هادی ها انرژی  درون این جریان نوسانی را به صورت امواج رادیویی تابش می کنند. (در واقع هادی های مزبور تبدیل به آنتن می شوند.)
به دلیل ضریب خودالقایی ذاتی هادی های (سیم های مدار) مدار، تخلیه انرژی خازن از طریق یک مقاومت به اندازه کافی کم (مانند جرقه)به صورت نوسانی می باشد. بارهای الکتریکی از طریق شکاف جرقه به سرعت و برای مدت کوتاهی به جلو و عقب جریان یافته و منجر به شارژ شدن (باردار شدن) متناوب رساناهای هر طرف با بارهای مثبت و منفی می شوند و این فرآیند تا زمانی که نوسانات از بین بروند، ادامه می یابد.
در عمل یک فرستنده جرقه شکاف از این قسمت ها تشکیل شده است:
- یک ترانسفورماتور ولتاژ بالا (فشار قوی)، برای تبدیل ولتاژ پایین یک منبع برق، مانند باتری یا پریز برق، به ولتاژ بالای  کافی از چند کیلوولت از ۷۵ تا ۱۰۰ کیلوولت در فرستنده های با توان پخش بالا برای رخ داد قوس الکتریکی از شکاف جرقه، به کار گرفته می شود. در عمل ترانسفورماتور خازن را شارژ می کند. در فرستنده های با توان پایین (توان پخش پایین) که توسط باتری ها تغذیه می شوند، این کار به جای ترانسفورماتور معمولاً توسط یک سیم پیچ القایی (سیم پیچ هاینریش دانیل روهمکورف)  انجام می شده است.
- یک یا چند مدار تشدید (مدارهای تنظیم شده یا مدارهای تانک) که نوسانهای الکتریکی با فرکانس رادیویی را در هنگام تحریک توسط جرقه ایجاد می‌کنند. یک مدار تشدید شامل یک خازن که (در نخستین سال هابطری لیدن تشکیل می شده که در واقع نوعی خازن بوده) که برق فشار قوی (ولتاژ بالا) را از ترانسفورماتور دریافت و ذخیره می‌کرد و یک سیم پیچ به نام سلف یا سیم پیچ تنظیم هم بوده که با هم به صورت موازی متصل می شدند. مقادیر خازن و سلف فرکانس امواج رادیویی تولید شده را تعیین می کند.
- اولین فرستنده های شکاف جرقه قبل از سال ۱۸۹۷ میلادی مدار تشدید نداشتند و این وظیفه را آنتن انجام می داد و به عنوان یک تشدید کننده (یک مدار تشدید کننده) عمل می کرد. با این حال، این بدان معنی است که انرژی الکترومغناطیسی تولید شده توسط فرستنده در یک باند گسترده پراکنده می شد و در نتیجه برد موثر آن را حداکثر به چند کیلومتر محدود می کرد.
- بیشتر فرستنده های جرقه دارای دو مدار تشدید بودند که توسط یک ترانسفورماتور هسته هوا به نام ترانسفورماتور رزونانس یا ترانسفورماتور نوسانی به یکدیگر کوپل (تزویج)(کوپلاژ مغناطیسی) می شدند.[۱۱] به این فرستنده ها "جفت شده القایی" می گفتند. شکاف جرقه و خازن که به طور موازی متصل به سیم پیچ اولیه ترانسفورماتور شده اند، یک مدار تشدید موازی را تشکیل می دادند که تولید جریان های الکتریکی نوسانی می کرد. جریان نوسانی در سیم پیچ اولیه یک میدان مغناطیسی نوسانی ایجاد می کرد که به نوبه خود از طریق القاء مغناطیسی (قانون القای فارادی) جریانی را در سیم پیچ ثانویه بوجود می آورد.آنتن و زمین (اتصال به زمین آنتن) به سیم پیچ ثانویه متصل شدند. ظرفیت خازنی آنتن با سیم پیچ ثانویه هماهنگ (رزونانس) شده تا یک مدار تشدید دوم ایجاد شود. این دو مدار تشدید بر روی یک فرکانس تشدید(بسامد تشدید) تنظیم می شدند. مزیت این مدار این بود که جریان نوسانی در مدار آنتن حتی پس از خاموشی جرقه باقی می ماند و امواج بلند و طنین دار و کمی میرا ایجاد می کرد که در آن انرژی در پهنای باند باریک تری متمرکز می شد و تداخل کمتری برای فرستنده های دیگر ایجاد می کرد.
- یک شکاف جرقه به صورت کلیدی کنترل شونده با ولتاژ در مدار تشدید عمل می کند و هنگامی که جرقه بوجود می آید، مانند این است که کلید در حالت وصل قرار گرفته و باعث می شود تا خازن به سیم پیچ موازی وصل شده و از طریق آن تخلیه شود.
- یک آنتن اصولاً عبارت است از یک رسانای فلزی مانند یک سیم که در ارتفاعی بالای زمین نصب شده( بصورت افقی یا عمودی)و توان الکتریکی جریان های نوسانی در مدار تشدید را به صورت امواج رادیویی تابش می کند.
- یک کلید تلگراف (کلید مورس) با هدف روشن و خاموش کردن فرستنده در ارتباط رادیویی به صورت کد مورس، به کار برده می شد. در واقع کلید مورس به دو منظور در این فرستنده به کار می رفته: نخست خاموش و روشن نمودن فرستنده و دوم برای ارسال پیام های رادیویی در قالب کد مورس.

## مقدمه
فرستنده‌های جرقه شکاف نخستین دستگاه‌هایی بودند که برای نشان دادن ارتباط رادیویی عملی، و فناوری استاندارد برای سه دهه نخست اختراع رادیو (۱۹۱۶-۱۸۸۷) به کار برده شدند. بعدها، فرستنده‌های کارآمدتر بر پایه ماشین‌های دوار مانند بلندرهای سریع الکساندرسون و ژنراتورهای خازنی Poulsen ساخته شدند.
با این حال اکثر کاربرها، به دلیل طراحی نامحدودشان، فرستنده‌های شکاف جرقه را ترجیح می‌دادند و چون موج حامل (حامل) هنگامی که کلید تلگراف منتشر شد متوقف شد و اجازه داد که اپراتور "از طریق" برای پاسخ پاسخ دهد. با انواع دیگر فرستنده، حامل را نمی‌توان به راحتی کنترل کرد، و آن‌ها نیاز به اقدامات دقیق برای مدولاسیون حامل برای جلوگیری از نشت فرستنده از حساس کردن گیرنده دارند.
پس از جنگ جهانی اول، فرستنده‌های بسیار بهبود یافته تر بر پایه لامپ خلاء در دسترس قرار گرفتند که این مشکلات را برطرف می‌کردند و در اواخر دهه ۱۹۲۰ تنها فرستنده‌های جرقه وقفه هنوز در عملیات منظم نصب می‌شدند. حتی زمانی که فرستنده‌های بر پایه لامپ خلاء نصب شده بودند، بسیاری از کشتی‌ها فرستنده‌های جرقه وقفه‌ای خام، اما قابل اعتماد خود را به عنوان پشتیبان اضطراری نگه داشتند. با این حال، تا سال ۱۹۴۰، این فناوری دیگر برای ارتباطات استفاده نشد. استفاده از فرستنده جرقه وقفه منجر به بسیاری از اپراتورهای رادیویی شد که به نام "Sparks" نامیده می‌شدند، مدت‌ها پس از اینکه استفاده از فرستنده‌های جرقه وقفه‌ای متوقف شد. حتی امروز، فعل آلمانی funken، به معنای لفظی "جرقه‌زدن"، به معنای "ارسال یک پیام رادیویی یا سیگنال" هم هست.

## تاریخچه
اختراع فرستنده رادیویی از همگرایی دو مسیر از تحقیقات حاصل شده است. یکی از این دو مسیر تلاش مخترعان برای ابداع سیستمی به منظور انتقال سیگنال های تلگراف بدون استفاده از سیم بوده است.  تعدادی از این مخترعان در آزمایش های خود نشان داده بود که اختلالات الکتریکی می‌توانند در فواصل کوتاه از طریق هوا منتقل شوند. با این حال، بیشتر این سیستم‌ها نه با امواج رادیویی، بلکه با القای الکترواستاتیک یا القای الکترومغناطیسی کار می‌کردند، که بردشان کوتاه تر از آن بود که در عمل بتوانند به هدف داشتن یک سامانه تلگراف بی سیم، تحقق ببخشند. 

ماهلون لومیس Mahlon Loomis در سال ۱۸۶۶،ادعا کرد که توانسته یک سیگنال الکتریکی را از طریق  جوّ بین دو سیم به طول ۶۰۰ پا (۱۸۰ متر) که توسط بادبادک‌ها به فاصله ۱۴ مایل (۱۰ کیلومتر) از هم در قله‌های کوه نگه داشته شده بودند، مخابره کرده است.

توماس ادیسون در سال ۱۸۷۵ به کشف رادیو نزدیک شده بود. او امواج رادیویی را تولید و آشکارسازی  کرده بود و آنها را «جریان‌های اتری» می‌نامید و روی مدارهای جرقه ناشی از ولتاژ بالا آزمایش می‌کرد، اما به دلیل کمبود وقت این موضوع را به سرانجام نرساند. : p.259–261 
در سال ۱۸۷۹ دیوید ادوارد هیوز نیز به طور تصادفی با انتقال امواج رادیویی که توسط آشکارساز میکروفن زغالی خود دریافت کرده بود، متقاعد شد که آنچه مشاهده کرده ناشی از القاء الکترومغناطیسی بوده است. : p.259–261 
کشف رادیو معمولاً به هیچ یک از این افراد نسبت داده نمی شود، زیرا آنها اهمیت مشاهدات خود را درک نمی کردند و کار خود را قبل از هرتز منتشر نکردند.
مسیر دیگر تحقیقات فیزیکدانان با هدف تأیید نظریه الکترومغناطیس بود که در سال ۱۸۶۴ توسط فیزیکدان اسکاتلندی جیمز کلارک ماکسول ارائه شد، که اکنون معادلات ماکسول نامیده می شود. نظریه ارائه شده توسط ماکسول پیش‌ بینی کرد که ترکیبی از الکتریک و میدان مغناطیسی نوسانی می‌تواند به عنوان یک «موج الکترومغناطیسی در فضا حرکت کرده و انرژی را انتقال دهد. ماکسول پیشنهاد کرد که نور هم از امواج الکترومغناطیسی با طول موج کوتاه تشکیل شده است، اما هیچ کس نمی دانست چگونه این را تایید کند، یا امواج الکترومغناطیسی با طول موج های دیگر را تولید و آنها را آشکار ساخته و مشخص نماید. در سال ۱۸۸۳ این نظریه مطرح شد که بارهای الکتریکی شتاب‌دار می‌توانند امواج الکترومغناطیسی تولید کنند و جرج فیتزجرالد توان خروجی یک آنتن حلقوی را محاسبه کرده بود.
فیتزجرالد در یادداشت کوتاهی که در سال ۱۸۸۳ منتشر شد، پیشنهاد کرد که امواج الکترومغناطیسی را می توان عملاً با تخلیه سریع یک خازن تولید کرد. این روش مورد استفاده در فرستنده های جرقه می باشد.

### نوسان سازهای هرتزی
فیزیکدان آلمانی هاینریش هرتز، در سال ۱۸۸۷، اولین فرستنده آزمایشی شکاف جرقه را در طول آزمایش های تاریخی خود که در آن امواج رادیویی را کشف کرد، ساخت تا وجود امواج الکترومغناطیسی که توسط جیمز کلارک ماکسول در سال ۱۸۶۴ کشف شده بود
: p.19, 260, 331–332  و تا حدود سال ۱۹۱۰ «امواج هرتزی» نامیده می شدند، را نشان دهد. هرتز با آزمایش‌هایی توسط "مارپیچ‌های ریس" Riess spiral که عبارت بودند از یک جفت سلف مارپیچی مسطح که دو سر هادی‌های (سیم های) آن‌ها به شکاف جرقه ختم می‌شدند، الهام گرفت تا مدارهای برانگیخته جرقه را آزمایش کند. یک خازن بطری لیدن که از طریق یکی از دو مارپیچ تخلیه می شد، باعث ایجاد جرقه در شکاف متصل به مارپیچ دیگر می گردید.
بسیاری از آزمایش کنندگان از ایجاد فاصله جرقه وقفه برای بررسی بیشتر پدیده موج "Hertzian" (رادیو) جدید، از جمله الیور جوزف لوج و دیگر پژوهشگران "ماکسولین" استفاده کردند. مهندس آمریکایی کروات نیکولا تسلا روش‌هایی را پیشنهاد کرد. وی دستگاهی ساخت که شامل چندین الکترود بود که در فاصله مساوی دور روتور قرار داده شده بود سپس با سرعت زیاد توسط یک موتور چرخانده شده که باعث ایجاد جرقه در هنگام عبور از کنار الکترود ثابت می‌شد. 
مخترع ایتالیایی گولیلمو مارکونی در آزمایش‌های خود از فرستنده جرقه وقفه استفاده کرد تا پدیده رادیویی را در یک سیستم بی‌سیم تلگراف در اوایل دهه ۱۸۹۰ توسعه دهد. در سال ۱۸۹۵ او موفق به انتقال بیش از ۱ ۱/۴ مایل. نخستین فرستنده او شامل یک سیم پیچ القایی متصل بین آنتن سیم و زمین، با یک وقفه جرقه وقفه در آن بود. هر بار که سیم‌پیچ القایی پالس شد، آنتن به‌طور موقت به ده‌ها (گاهی صدها) هزار ولت تا زمانی که وقفه جرقه وقفه شروع به قوس کرد، بارگیری شد. این به عنوان یک سوئیچ عمل می‌کند، اساساً آنتن شارژ شده را به زمین متصل می‌کند و موجب تشدید اشعه الکترومغناطیسی می‌شود.
در حالی که سیستم‌های مختلف زودرس فرستنده‌های جرقه وقفه‌ای به اندازه کافی برای اثبات مفهوم تلگراف بی‌سیم کار می‌کردند، مجموعه‌های اولیه وقفه جرقه وقفه‌ای دارای نقص‌های شدید بودند. بزرگترین مشکل این بود که حداکثر توان که می‌تواند منتقل شود به‌طور مستقیم تعیین می‌شود که میزان شارژ الکتریکی آن چگونه می‌تواند باشد. از آنجایی که ظرفیت آنتن‌های عملی بسیار کوچک است، تنها راه برای دریافت یک خروجی معقول، این بود که آن را به ولتاژ بسیار بالا بسپاریم. با این حال، این انتقال در شرایط بارانی یا حتی مرطوب امکان‌پذیر نبود. همچنین، یک وقفه جرقه وقفه کاملاً وسیع و با مقاومت الکتریکی بسیار بالا به وجود آمد و در نتیجه اکثر انرژی الکتریکی به سادگی برای گرم کردن هوا در وقفه جرقه وقفه استفاده شد [۱۰].
مشکل دیگر با فرستنده جرقه وقفه در نتیجه شکل موج تولید شده توسط هر انفجار تابش الکترومغناطیسی بود. این فرستنده‌ها یک سیگنال باند بسیار "کثیف" را منتشر کردند که می‌تواند تا حد زیادی با انتقال در بسامد‌های مجاور تداخل داشته باشد. مجموعه‌های دریافت‌کننده نسبتاً نزدیک به چنین فرستنده دارای بخش‌های کامل یک باند که توسط این نویز باند وسیع پوشانده می‌شود.
با وجود این نقصان، مارکونی توانست منافع کافی از دریاسالار دریای بریتانیا را در این سیستم‌های اولیه خالص تولید کند تا سرانجام خدمات تلگراف تجاری تجاری بین ایالات متحده و اروپا را با استفاده از تجهیزات بسیار پیشرفته‌ای تأمین مالی کند.
نخستین تلاش برای فرستادن صدای ریگینالد فسندن، فرستنده جرقه وقفه‌ای بود که در حدود ۱۰۰۰۰ جرقه وقفه در ثانیه عمل می‌کرد. برای تغییر این فرستنده، او یک میکروفون کربنی را به صورت سریال با منبع تغذیه قرار داده است. او در دستیابی به صدای قابل فهم، با مشکل مواجه شد. حداقل یک فرستنده صوتی قدرتمند از خنک‌کننده آب برای میکروفون استفاده می‌کند.
در سال ۱۹۰۵ یک فرستنده جرقه وقفه‌ای "حالت هنر" یک سیگنال با طول موج ۲۵۰ متری (۱.۲ مگاهرتز) و ۵۵۰ متری (۵۴۵ کیلوهرتز) ایجاد کرد. ۶۰۰ متر (۵۰۰ کیلوهرتز) به بسامد پراکندگی بین‌المللی تبدیل شده‌است. گیرنده ها، آشکارسازهای مغناطیسی ساده و یا آشکارسازهای الکترولیتی بودند. این بعد به مجموعه‌های کریستال گالنای مشهور و حساس‌تر راه یافت. تونرها ابتدایی یا وجود نداشتند اپراتورهای رادیویی آماتور ابتدا فرستنده‌های گشتاور کم توان را با استفاده از سیم‌پیچ جرقه وقفه از خودروهای مدل فورد فورد ساخته‌اند. اما یک ایستگاه تجاری معمولی در سال ۱۹۱۶ ممکن است شامل یک ترانسفورماتور ۲/۱ کیلوواتی باشد که ۱۴۰۰۰ ولت را خنک کند، یک خازن هشت بخش و یک حفره دوار که بتواند جریان حداکثر چند صد آمپر را تأمین کند. 
نصب و راه اندازی کشتی معمولاً از یک موتور DC استفاده می‌کند (معمولاً از منبع تغذیه دیجیتال کشتی استفاده می‌شود) برای هدایت یک ژنراتور که خروجی AC آن توسط ترانسفورماتور افزایش یافته تا ۱۰،۰۰۰ تا ۱۴،۰۰۰ ولت. این یک آرایش بسیار راحت بود، زیرا سیگنال می‌تواند به آسانی توسط اتصال یک رله بین خروجی مبدل ولتاژ نسبتاً کم ولتاژ و سیم پیچ اولیه ترانسفورماتور و فعال شدن آن با کلید مورس تنظیم شود. (دستگاه‌های پایین‌تر گاهی اوقات از کلید مورس برای مستقیماً سوئیچ AC استفاده می‌کردند، اما این کار نیاز به کلید سنگین‌تر داشت و کار را سخت‌تر می‌کرد).
فرستنده‌های وقفه جرقه وقفه تولید سیگنال‌های باند بسامد نسبتاً بالایی دارند. به عنوان روش انتقال مؤثرتر امواج پیوسته (CW) برای تولید آسان‌تر بود و باند نفوذ و تداخل بدتر شد، فرستنده‌های جرقه وقفه و امواج خنثی توسط معاهده‌های بین‌المللی با طول موج کوتاه‌تر به تصویب رسیدند و جایگزین‌های قوس الکتریکی Poulsen و بسامد بالا مبدل ها، که یک بسامد فرستنده را به خوبی تعریف کرده‌اند. این روش‌ها بعداً به فناوری خلاء لوله‌ها و "سن الکتریکی" رادیویی پایان یافت. مدت‌ها بعد از اینکه اپراتورها دیگر فرستنده‌های وقفه جرقه وقفه‌ای را برای ارتباطات استفاده نمی‌کردند، ارتش آن‌ها را برای ردیابی رادیو استفاده می‌کرد. در اواخر سال ۱۹۵۵ یک اتوبوس اسباب بازی با رادیو ژاپنی از یک گیرنده جرقه وقفه و گیرنده استفاده کرد. جرقه وقفه در پشت یک ورق پلاستیکی شفاف آبی دیده شد.
نوسانگرهای وقفه جرقه وقفه‌ای هنوز برای تولید ولتاژ بالا با بسامد بالا برای شروع کوک‌های جوشکاری در جوشکاری قوس تنگستن استفاده می‌شوند. ژنراتورهای پالس شارژر قدرتمند هنوز برای شبیه‌سازی EMP استفاده می‌شوند. بیشتر چراغ‌های خیابانی با گاز بادی (جیوه و بخار سدیم) همچنان به عنوان سوئیچ‌های سوئیچ از فرستنده‌های جرقه وقفه‌ای استفاده می‌شود.

## بهره‌برداری
عملکرد وقفه جرقه وقفه در ابتدا مقاومت بالا به مدار را به گونه‌ای که C1 خازن مجاز به شارژ وجود دارد. هنگامی که ولتاژ وقفه وقفه رسیده‌است، هوا در فاصله یونیزه می‌شود، مقاومت در برابر فاصله به‌طور چشمگیری پایین‌تر است و پالس جریان در سراسر قوس به طرف دیگر مدار جریان می یابد. وقفه تنظیم شده‌است به گونه‌ای که تخلیه با حداکثر یا نزدیک به حداکثر بار در C1 منطبق است و به نظر می‌رسد سوئیچ با سرعت بالا در لحظه مناسب روشن می‌شود تا خازن C1 قادر به تخلیه انرژی ذخیره شده خود را به مدار دیگر عناصر. این پالس انرژی به سرعت به سمت جلو و عقب بین عناصر C2 و L منتقل می‌شود و به شکل یک نوسان تضعیف می‌شود در بسامد رادیویی. مبادله برگشت و عقب در شکل موج جریان متناوب و ولتاژ با بیشتر انرژی که به آنتن منتقل می‌شود.
این امواج "امواج خنثی" نامیده می‌شود زیرا موج می‌رود بین خروجی‌های جرقه وقفه‌ای که در مقایسه با امواج پیوسته مدرن (CW) خاموش می‌شوند و یا خنثی می‌کنند. از آنجا که امواج خازنی یک قطار از امواج مثلث بسامد رادیویی به‌طور منظم است که در سرعت صوت دیده می‌شوند، آشکارسازهای شار کریستال، مغناطیسی و فلمینگ آن‌ها را به عنوان یادداشت‌های موسیقی، غنی از هارمونیک ها، آن‌ها را برای صدای انسان آسان می‌کند "کپی" پیام‌ها و شناسایی ایستگاه‌های صدای منحصر به فرد خود، حتی در شرایط نامطلوب.
تبادل انرژی در این نوع نوسانگر با سرعت یا بسامد تعیین شده توسط بسامد رزونانس مدار "مخزن" آن انجام می‌شود که از ظرفیت مخلوط C1 و C2 تشکیل شده و القایی L، که به‌طور خاص به عنوان مدار LC شناخته می‌شود. ظرفیت C2 به‌طور کلی کوچک بود و به‌طور کلی در اکثر نمودارها نشان داده نمی‌شود. C2 نشان دهنده خازن جریان ولتاژ است، اما C1 نسبتاً بزرگ بود هر دو در اندازه و ظرفیت به گونه‌ای که می‌تواند مقدار زیادی از انرژی ولتاژ بالا لازم برای انتقال قدرت بالا (P = EI) ذخیره کنید. بعضی از تأسیسات، کل ساختمان‌ها را به خازن C1 اختصاص دادند (مانند فرستنده کیپ برتون). سیم‌پیچ‌های القایی (L) نسبتاً کوچک بودند به گونه‌ای که کل مدار می‌تواند در بسامد منطقی "بالا" با توجه به مقدار بزرگ C1. بسامد بسیار بالاتر از ۱ مگاهرتز غیر عملی بود، چرا که L نمی‌توانست الکتریسیته کوچکتر شود و انرژی کافی در یک C1 کوچک ذخیره نشود، هر چند کوچک C1 به دلیل ویژگی‌های رزونانس بسامد‌های کوتاه مدت ضروری بود.
علاوه بر اندازه و استحکام اجزای نوسان ساز، اجزای بسامد پایین نیز به همان اندازه قوی بودند. این به این دلیل است که یک EMF القا شده بسیار بزرگ رخ می‌دهد زمانی که جرقه وقفه افتاده است، باعث ایجاد فشار بر عایق در ترانسفورماتور اولیه. برای غلبه بر این، ساخت و ساز حتی کم قدرت مجموعه بسیار محکم بود و یک بسامد رادیویی یا دیافراگم یا مقاومت (R نشان داده شده در این نمودار) برای حفاظت از ترانسفورماتور یا سیم پیچ القایی مورد نیاز بود. کلید تلگراف (اساساً آسان برای روشن / خاموش کردن سوئیچ) چندین بار مجبور بود که جریانهای بزرگ و ولتاژ بالا را حمل کند و از این رو نیز عموماً بسیار قوی بود.
اگرچه در رادیوی اولیه همه جا حاضر بود، فرستنده وقفه جرقه وقفه‌ای توسط طیف بسامد بسیار وسیع و خروجی موج خنثی شد. امواج خنثی برای رادیو تلگراف با رادیو اکتیوهای اولیه بسیار عالی بودند، اما پهنای باند بسیار ناپایدار هستند. این تعداد تعداد ایستگاه‌هایی را که می‌تواند به‌طور مؤثر از یک گروه استفاده کند، به دلیل دخالت محدود می‌کند. همچنین، پهنای باند گسترده به این معنی بود که فرستنده اطلاعات مفیدی را در طیف وسیعی پخش می‌کرد و فقط یک بخش از قدرت ارسال برای ارتباطات مفید بود. در نهایت، موج خنک‌کننده در حال حاضر یک شکل از مدولاسیون دامنه (AM) است و نمی‌تواند بیشتر برای صدای با هر روشنی قابل تنظیم باشد. تنها نوسانگرهای مداوم موجب شده توسط فناوری لوله‌های خلاء می‌توانند بسامد بالا (HF) و فراتر از آن را فراهم آورند و تنها ظهور آن‌ها امکان انتقال رادیو تلگراف و انتقال صدا / داده را فراهم می‌سازد.